# Delphinium penicillatum
Delphinium penicillatum är en ranunkelväxtart som beskrevs av Pierre Edmond Boissier. Delphinium penicillatum ingår i släktet storriddarsporrar, och familjen ranunkelväxter. Inga underarter finns listade i Catalogue of Life.